# Alfons Zitterbacke
Alfons Zitterbacke ist eine populäre Kinderbuchfigur der DDR, die von Gerhard Holtz-Baumert erfunden wurde. Mehrere Bücher und der 1966 entstandene gleichnamige Film des Regisseurs Konrad Petzold erzählen humorvolle, aber auch nachdenkliche Geschichten aus dem Leben des Lausbuben.

## Bücher
- Alfons Zitterbacke: Geschichten eines Pechvogels, Kinderbuchverlag, Berlin 1958, ISBN 3-928885-76-6
- Alfons Zitterbacke hat wieder Ärger, Kinderbuchverlag, Berlin 1962, ISBN 3-928885-42-1
- Alfons Zitterbackes neuer Ärger, Berlin 1995, ISBN 3-928885-90-1

### Übersetzungen (Auswahl)
- Альфонс Ціттербаке, Veselka Verlag (видавництво «Веселка»), Kiew 1983, in ukrainischer Sprache.
- Alfons Trīcvaidziņš, Zvaigzne ABC Verlag, Riga 1997 (Geschichten eines Pechvogels in lettischer Sprache), ISBN 9984-04-783-0

## Filme
- Alfons Zitterbacke, 1966, 68 Minuten; Darsteller u. a.: Helmut Rossmann, Günther Simon
- Alfons Zitterbacke, 1986, sechsteilige Fernsehserie; Darsteller u. a.: Ute Lubosch, Enrico Lübbe
- Alfons Zitterbacke – Das Chaos ist zurück, 2019; Darsteller u. a.: Tilman Döbler[1]
- Alfons Zitterbacke – Endlich Klassenfahrt!, 2022; Darsteller u. a.: Luis Vorbach

## Tonträger
- Alfons Zitterbacke (LP), 1968 LITERA, 54 Minuten; Sprecher unter anderem: Joachim Brendel, Helga Raumer, Herbert Köfer, Gerd Ehlers
- Alfons Zitterbacke (CD, Neuauflage der LP), 2000 LITERA Junior, 54 Minuten
- Tom Pauls liest Alfons Zitterbacke, 2008 Buschfunk